# František Raboň Senior
František Raboň (ur. 28 listopada 1959) – czechosłowacki kolarz torowy i szosowy, dwukrotny medalista torowych mistrzostw świata.

## Kariera
Pierwszy sukces w karierze František Raboň odniósł w 1981 roku, kiedy wspólnie z Martinem Pencem, Jiřím Pokorným i Alešem Trčką zdobył brązowy medal w drużynowym wyścigu na dochodzenie podczas mistrzostw świata w Brnie. Dwa lata później, na mistrzostwach świata w Zurychu powtórzył ten wynik razem z Robertem Štěrbą, Pavlem Soukupem i Alešem Trčką. Startował także w wyścigach szosowych, wygrywając między innymi prolog oraz jeden z etapów wyścigu w Lidicach w 1980 roku. Nigdy nie brał udziału w igrzyskach olimpijskich.
Jego syn František Raboň, również jest kolarzem.